# Gabara mox
Gabara mox là một loài bướm đêm trong họ Erebidae.